# Portet-d'Aspet
Portet-d'Aspet è un comune francese di 73 abitanti situato nel dipartimento dell'Alta Garonna nella regione dell'Occitania.

## Società

### Evoluzione demografica
Abitanti censiti